# Damernas 15 kilometer fristil vid juniorvärldsmästerskapen i nordisk skidsport 2022
Damernas 15 kilometer masstart i fristil vid juniorvärldsmästerskapen i nordisk skidsport 2022 hölls den 22 februari 2022 i Lygna i Norge. Tävlingen vanns av Helen Hoffmann från Tyskland, silvermedaljör blev Lisa Eriksson från Sverige och bronsmedaljör blev Tuva Anine Brusveen-Jensen från Norge.

## Resultat
Tävlingen startade 13:00 lokal tid (UTC+1).
| Placering | Land       | Namn                       | Tid     | Diff.    | Notering        |
| --------- | ---------- | -------------------------- | ------- | -------- | --------------- |
| 1         | Tyskland   | Helen Hoffmann             | 39.23,1 |          |                 |
| 2         | Sverige    | Lisa Eriksson              | 39.25,7 | + 2,6    |                 |
| 3         | Norge      | Tuva Anine Brusveen-Jensen | 39.31,3 | + 8,2    |                 |
| 4         | Sverige    | Märta Rosenberg            | 39.41,7 | + 18,6   |                 |
| 5         | Norge      | Anna Heggen                | 39.42,2 | + 19,1   |                 |
| 6         | USA        | Sydney Palmer-Leger        | 39.42,3 | + 19,2   |                 |
| 7         | Ryssland   | Elizaveta Bekisheva        | 39.45,3 | + 22,2   |                 |
| 8         | Ryssland   | Evgeniya Kruoitskaya       | 39.48,0 | + 24,9   |                 |
| 9         | Ryssland   | Anna Kozhinkova            | 39.50,1 | + 27,0   |                 |
| 10        | Norge      | Emma Kirkeberg Mørk        | 40.17,1 | + 54,0   |                 |
| 11        | USA        | Samantha Smith             | 40.34,4 | + 1.11,3 |                 |
| 12        | Schweiz    | Siri Wigger                | 40.38,4 | + 1.15,3 |                 |
| 13        | Sverige    | Hanna Lundberg             | 40.39,6 | + 1.16,5 |                 |
| 14        | Ryssland   | Elizaveta Eremeeva         | 40.51,6 | + 1.28,5 |                 |
| 15        | Norge      | Marte Mikkelsplass         | 40.55,2 | + 1.32,1 |                 |
| 16        | Tyskland   | Jule Zeissler              | 41.25,7 | + 2.02,6 |                 |
| 17        | Kanada     | Jasmine Lyons              | 41.25,8 | + 2.02,7 |                 |
| 18        | Tyskland   | Germana Thannheimer        | 41.27,5 | + 2.04,4 |                 |
| 19        | Italien    | Elisa Gallo                | 41.29,9 | + 2.06,8 |                 |
| 20        | Kanada     | Jasmine Drolet             | 41.36,8 | + 2.13,7 |                 |
| 21        | Schweiz    | Marina Kaelin              | 41.40,1 | + 2,17,0 |                 |
| 22        | Frankrike  | Julie Pierrel              | 41.58,6 | + 2.35,5 |                 |
| 23        | Italien    | Veronica Silvestri         | 42.07,1 | + 2.44,0 |                 |
| 24        | Kanada     | Liliane Gagnon             | 42.14,4 | + 2.51,3 |                 |
| 25        | Polen      | Daria Szkurat              | 42.14,7 | + 2.51,6 |                 |
| 26        | Tyskland   | Saskia Nuernberger         | 42.25,4 | + 3.02,3 |                 |
| 27        | USA        | Kate Oldham                | 42.32,6 | + 3.09,5 |                 |
| 28        | Polen      | Karolina Kukuczka          | 42.41,5 | + 3.18,4 |                 |
| 29        | Andorra    | Gina del Rio               | 42.46,9 | + 3.23,8 |                 |
| 30        | Australien | Rosie Fordham              | 42.47,6 | + 3.24,5 |                 |
| 31        | Sverige    | Malin Oskarsson            | 42.48,3 | + 3.25,2 |                 |
| 32        | Tjeckien   | Eliska Sibravova           | 42.51,9 | + 3.28,8 |                 |
| 33        | Belarus    | Krystina Kharytonchyk      | 42.57,3 | + 3.34,2 |                 |
| 34        | Slovenien  | Hana Mazi Jamnik           | 42.59,5 | + 3.36,4 |                 |
| 35        | Frankrike  | France Pignot              | 43.03,4 | + 3.40,4 |                 |
| 36        | Tjeckien   | Tereza Prokesova           | 43.05,1 | + 3.42,0 |                 |
| 37        | Finland    | Peppi Leppala              | 43.14,9 | + 3.51,8 |                 |
| 38        | Frankrike  | Liv Coupat                 | 43.17,0 | + 3.53,9 |                 |
| 39        | Japan      | Yuka Yamazaki              | 43.18,3 | + 3.55,2 |                 |
| 40        | Österrike  | Magdalena Engelhardt       | 43.26,1 | + 4.03,0 |                 |
| 41        | USA        | Nina Schamberger           | 43.27,2 | + 4.04,1 |                 |
| 42        | Japan      | Takane Tochitani           | 43.28,5 | + 4.05,4 |                 |
| 43        | Finland    | Fanny Kukonlehto           | 43.32,0 | + 4.08,9 |                 |
| 44        | Ukraina    | Marianna Sehlianyk         | 43.38,7 | + 4.15,6 |                 |
| 45        | Tjeckien   | Katerina Svobodova         | 43.43,6 | + 4.20,5 |                 |
| 46        | Italien    | Denise Dedei               | 43.52,0 | + 4.28,9 |                 |
| 47        | Japan      | Chika Honda                | 43.53,0 | + 4.29,9 |                 |
| 48        | Polen      | Oliwia Busko               | 43.55,8 | + 4.32,7 |                 |
| 49        | Japan      | Kaho Nakajima              | 43.56,2 | + 4.33,1 |                 |
| 50        | Australien | Zana Evans                 | 43.59,1 | + 4.36,0 |                 |
| 51        | Kanada     | Marielle Ackermann         | 44.14,5 | + 4.51,4 |                 |
| 52        | Belarus    | Lizaveta Pinchuk           | 44.29,1 | + 5.06,0 |                 |
| 53        | Belarus    | Hanna Machakhina           | 44.35,1 | + 5.12,0 |                 |
| 54        | Kazakstan  | Aisha Rakisheva            | 44.39,4 | + 5.16,3 |                 |
| 55        | Tjeckien   | Aneta Breckova             | 44.42,5 | + 5.19,4 |                 |
| 56        | Frankrike  | Maelle Veyre               | 44.58,5 | + 5.35,4 |                 |
| 57        | Kazakstan  | Yelizaveta Tolmachoyova    | 45.14,5 | + 5.51,4 |                 |
| 58        | Lettland   | Estere Volfa               | 45.18,3 | + 5.55,2 |                 |
| 59        | Ukraina    | Anastasiia Savinska        | 45.32,5 | + 6.09,4 |                 |
| 60        | Lettland   | Elza Bleidele              | 47.35,6 | + 8.12,5 |                 |
| 61        | Australien | Lilla Murnane              | 48.10,5 | + 8.47,4 |                 |
| 62        | Kazakstan  | Mariya Gerachsenko         | 48.53,0 | + 9.29,9 |                 |
| --        | Polen      | Zuzanna Fujak              | --      | --       | Fullföljde inte |
| --        | Finland    | Eevi-Inkeri Tossavainen    | --      | --       | Fullföljde inte |
| --        | Spanien    | Marta Moreno Ramos         | --      | --       | Fullföljde inte |
| --        | Belarus    | Alina Buinitskaya          | --      | --       | Startade inte   |